# Bierniki
Bierniki [bjɛrˈniki] est un village polonais de la gmina de Sidra dans le powiat de Sokółka et dans la voïvodie de Podlachie. Il se situe à environ 8 kilomètres au nord-est de Sidra, à 21 kilomètres au nord de Sokółka et à 58 kilomètres au nord-est de Białystok. 
En 2021, le village compte 51 habitants. 